# بريان باربر
بريان باربر (بالإنجليزية: Bryan Barber)‏ هو مخرج أمريكي، ولد في 20 ديسمبر 1970.

## وصلات خارجية
- بريان باربر على موقع IMDb (الإنجليزية)
- بريان باربر على موقع ألو سيني (الفرنسية)
- بريان باربر على موقع ميوزك برينز (الإنجليزية)
- بريان باربر على موقع أول موفي (الإنجليزية)
- بريان باربر على موقع قاعدة بيانات الأفلام السويدية (السويدية)
- بريان باربر على موقع قاعدة بيانات الفيلم (الإنجليزية)
- بريان باربر على موقع كينوبويسك (الروسية)
- بريان باربر على موقع كينوبويسك (الروسية)